# Mamba (Chunya)
Mamba è una circoscrizione rurale (rural ward) della Tanzania situata nel distretto di Chunya, regione di Mbeya. Conta una popolazione di 15 462 abitanti (censimento 2012).